# La marca de Atenea
La marca de Atenea (título original en inglés: The Mark of Athena) es el tercer libro de la saga Los héroes del Olimpo, escrita por Rick Riordan. En esta historia, Annabeth Chase, una hija semidiosa de Atenea, parte en búsqueda de la Atenea Pártenos, una estatua que traería paz entre los romanos y los griegos, mientras los otros seis semidioses de la nueva Gran Profecía, intentan encontrar a Nico Di Angelo, un hijo semidiós de Hades, que fue capturado por los gigantes Oto y Efialtes.
Riordan continúa en este libro usando una narración en tercera persona en la que, a diferencia del libro anterior, se presentan cuatro, y ya no tres puntos de vista: los de Annabeth, Leo, Piper y Percy

## Desarrollo y promoción
Rick Riordan había estado trabajando en La marca de Atenea desde la finalización de El hijo de Neptuno.
Durante su gira de presentación del último libro de Las crónicas de Kane, titulado La sombra de la serpiente, Riordan leyó parte del primer capítulo de La marca de Atenea.
La portada y el primer capítulo fueron dados a conocer el 1 de junio en la página oficial de Los héroes del Olimpo.
El 27 de septiembre, Riordan confirmó que se habían mandado imprimir 3,5 millones de copias en EE. UU. El libro fue lanzado el 2 de octubre de 2012. El próximo libro de la serie es: La casa de Hades que se estrenó el 8 de octubre de 2013.
Como una forma de promoción, Disney Hyperion, el editor responsable de su publicación, lanzó el 5 de junio de 2012 el sitio web "GreeksvsRomans.com", junto con el eslogan "¿De qué campamento eres parte?", con el fin de que los lectores usen camisetas naranjas para mostrar su afiliación al Campamento Mestizo o camisetas moradas para mostrar que estaban del lado del Campamento Júpiter, respectivamente.

## Sinopsis

### Profecía
En La Marca de Atenea, Ella (una arpía) recita la profecía entera delante de ambos semidioses griegos y romanos. Traducido del latín al español la profecía dice:
La hija de la sabiduría anda sola,

La Marca de Atenea arde a través de Roma,

Los gemelos apagarán el aliento del ángel,

Que posee la llave de la muerte interminable.

El azote de los gigantes es pálido y dorado,

Obtenido con dolor en un presidio hilado.

### Argumento
Después de enviar el vídeo de Leo Valdez al Campamento Júpiter, el Argo II se prepara para aterrizar en la frontera del campamento romano, pero Término, el dios de las fronteras romano, los detiene porque no están permitidas las armas en la línea del Pomerio. Él entonces deja la nave permanecer en el aire mientras que Annabeth, Leo, Piper, y Jason encuentran a los campistas romanos. Percy, Hazel y Frank dan la bienvenida a los semidioses griegos y al entrenador Hedge. Se realiza una reunión, y durante las conversaciones, Ella, la arpía, habla de una profecía que se refiere a la búsqueda de Annabeth: La Marca de Atenea. Mientras Jason le da a Piper un tour por el campamento, Reyna habla a solas con Annabeth. Durante la conversación, el Argo II, que está controlado por Leo, quien estaba poseído por eidolones, dispara al Campamento Júpiter. Los romanos defienden sus bases, y Annabeth, Piper, Jason y Percy se precipitan dentro del Argo II para detener a Leo de disparar en la campaña. Comienzan a abandonar el campamento mientras Hazel y Frank demoran a los campistas romanos. El Argo II es dañado, por lo que Leo y Hazel aterrizan para repararlo, encontrándose con Eco y Narciso. Allí se les dice que tienen que buscar la Marca de Atenea para reunir a los romanos y los griegos.
En su viaje para hablar con Baco el dios del vino, también conocido como Dionisio (su forma griega), Gaia se aparece a Piper y le dice que ella consigue escoger qué chico muere con ella, Percy o Jason. Cuando se niega a recoger, los ojos de Jason y Percy se esmaltan y resplandecen como el oro e intentan luchar hasta la muerte hasta que Piper los noquea a ambos. En el barco los siete discuten el extraño comportamiento de Jason, Percy y Leo. Piper prueba una teoría y dice: "Los eidolones que levanten las manos". Al principio todo parece normal, y luego Leo, Jason y Percy alzan sus manos, revelando que están poseídos. Piper los embrujahabla para que salgan de sus cuerpos y los chicos (menos Frank) vuelven a la normalidad. Más tarde, Percy, Frank y el entrenador Hedge pelean con Forcis y Keto por información sobre Gaia. Los siete salen rápidamente hacia Charleston y vuelan hacia Battery Park. Annabeth, Piper y Hazel se reúnen para ir a encontrarse con un misterioso fantasma, que resultó ser Afrodita. Mientras tanto, Jason, Leo y Frank van a un museo en Fort Sumter para buscar un mapa sobre la Marca de Atenea. Afrodita les cuenta acerca de su vida amorosa y de los otros olímpicos que están sufriendo por estar confundidos acerca de su identidad romana o griega. Después de su conversación, los romanos enojados que están buscando venganza por la destrucción del campamento de Júpiter vienen y una pelea se desata. Annabeth se encuentra a Reyna en Fort Sumter que estaba allí para recuperar el mapa que sus amigos no encontraron. Reyna le ruega a Annabeth que venga con ella y que tenga una muerte dolorosa para salvar su campamento, pero Annabeth le dice a Reyna que ella sólo seguirá la marca para unir y salvar ambos campamentos. Los siete llegan al barco y salen con seguridad a ver a los hermanos de Quirón, que viven en el mar.
Durante el paseo, Hazel muestra a Leo un flashback de su vida en los años 40 en Louisiana, donde Leo conoce a Sammy Valdez, un chico que le gustaba a Hazel, y se veía y actuaba extremadamente similar a Leo. Sammy tomó un diamante maldito que Hazel hizo aparecer sin querer a sus pies, prometiéndole que no lo vendería. Luego Hazel y Leo ven a Sammy, ahora un abuelo, en el porche delantero de una casa, hablando consigo mismo como si Hazel estuviera escuchándole. Sammy dice que vendió el diamante para mudarse y vivir con su familia en Houston, Texas, pero como resultado, se enteró por Hera que Hazel no volvería hasta después de su muerte.La madre de Leo sale de la casa, sosteniendo a Leo como un bebé. La madre de Leo le dice a Leo que Sammy es su bisabuelo. Después de despertar del flashback, encuentran a un monstruo camarón atacando la nave. Durante la pelea, Leo, Frank y Hazel fueron pateados al agua por el monstruo y encontraron a los ictiocentauros, los hermanos de Quirón. Negocian con los ictiocentauros sobre la próxima guerra. Después se encuentran con el famoso Hércules cerca de los pilares y para que puedan pasar tienen que complacer a Hércules de modo que Piper y Jason tienen que conseguir el segundo cuerno de Aqueloo, el dios del río con cabeza de toro. A pesar de que era Hércules quien quería el otro cuerno de Aqueloo, Piper decidió que Hércules no merecía el cuerno y se lo queda para ella. Ella saca una pila de provisiones del cuerno, y Hércules cae bajo ella. Los siete semidioses entonces cruzan los pilares y navegan hacia Roma. Annabeth tiene que encontrar el Partenón de Atenas siguiendo la Marca de Atenea y luchar contra su guardián Aracne. Percy, Jason y Piper viajan a un área subterránea bajo el Coliseo y luchan contra los gigantes gemelos, Oto y Efialtes, los anti-Dionisio. Frank, Hazel y Leo viajan en busca de Nico, pero en cambio encontraron los rollos y esferas de Arquímedes.
Hacia el final, Annabeth supera a Aracne engañándola para que teje su propia trampa. Percy y Jason luchan contra los gigantes y con (muy poca) ayuda de la contraparte romana de Dionisio, Baco, rescatan a Nico de la jarra en la que estaba atrapado. Frank, Hazel y Leo luchan contra los eidolones y salvan los pergaminos de Arquímedes de quemarse. Todos ellos se reúnen donde Annabeth asegura la Atenea Pártenos. Nico informa a los demás que las Puertas de la Muerte tienen que ser cerradas desde ambos lados (desde el Tártaro y Grecia). Sin embargo, Aracne tira de Annabeth hacia el Tártaro por una seda de araña mientras la estatua es levantada hacia su nave. Percy logra agarrar a Annabeth, pero pronto se da cuenta de que seguirá hacia abajo con ella si no la deja ir. A pesar de la insistencia de Annabeth de que la suelte, Percy se niega a dejarla de nuevo y los dos caen en la oscuridad. Después de que Percy y Annabeth caigan en el Tártaro, los seis restantes (los cinco con Nico Di Angelo) semidioses y el entrenador Hedge están en una reunión. Nico dice que Percy le dijo que guiara a los semidioses a las Puertas de la Muerte, mientras él y Annabeth podían encontrarse con ellos al final de Tártaro en el otro lado de las Puertas. Nico y Hazel dicen que están bastante seguros de que Percy y Annabeth aún no han muerto. El libro se cierra con Leo diciéndole al mascarón de proa Festo el Dragón que zarpara.

## Cumplimiento de la profecía
- "La hija de la sabiduría anda sola," - Annabeth, hija de la diosa de la sabiduría Atenea, camina sola y sin poder hasta la estatua.
- "La Marca de Atenea arde a través de Roma," - El símbolo de la marca de Atenea brilla intensamente como el fuego a través de varios lugares en Roma..
- "Los gemelos apagarán el aliento del ángel," - Los gigantes gemelos Efialtes y Oto mantienen a Nico (Di Angelo, "del ángel" en italiano) encerrado en una vasija impidiéndole tomar aliento.
- "Que posee la llave de la muerte interminable." - Nico sabe el secreto para cerrar la Puertas de la Muerte y posee unas semillas de granada del jardín de Persefone, que lo mantuvieron en un trance como de muerte hasta que Jason, Piper y Percy lo rescataron.
- "El azote de los gigantes es pálido y dorado," - La Atenea Pártenos está hecha de oro (dorado) y marfil (pálido) y es la clave para unir a los griegos y romanos para derrotar a los gigantes y a Gaia.
- "Obtenido con dolor en un presidio hilado." - Con el tobillo roto, Annabeth recupera la Atenea Pártenos y usa su inteligencia para engañar a Aracne haciendo que construya una esposa china gigante (sin saberlo) y quede atrapada dentro.

## Personajes
Artículo Principal: Personajes de Percy Jackson

### Personajes Principales
Los personajes principales del libro son:
- Percy Jackson, hijo de Poseidón, dios griego del mar.
- Annabeth Chase, hija de Atenea, diosa griega de la sabiduría.
- Piper McLean, hija de Afrodita, diosa griega del amor.
- Jason Grace, hijo de Júpiter, dios romano del cielo y el rayo.
- Leo Valdez, hijo de Hefesto, dios griego del fuego y los herreros.
- Hazel Levesque, hija de Plutón, dios romano del inframundo.
- Frank Zhang, hijo de Marte, dios romano de la guerra.
- Nico di Angelo, hijo de Hades, dios griego del inframundo.
- Gleeson Hedge, sátiro que acompaña a los héroes en su misión.

### Dioses y Gigantes
Los dioses y gigantes principales del libro son: 
| Nombre griego  | Nombre romano  | Dominio                                                                             |
| -------------- | -------------- | ----------------------------------------------------------------------------------- |
| Atenea         | Minerva        | Diosa de la sabiduría, en griego, diosa de la estrategia en la guerra, los oficios. |
| Gaia           | Terra          | Diosa de la tierra, madre de los titanes y los gigantes. Principal enemiga.         |
| Némesis        | Envidia        | Diosa de la venganza y el equilibrio.                                               |
| Dioniso        | Baco           | Dios del vino y las fiestas.                                                        |
| Heracles       | Hércules       | Dios de los deportes, héroes y atletismo                                            |
| Poseidón       | Neptuno        | Dios del mar, amo de los caballos...                                                |
| Afrodita       | Venus          | Diosa del amor                                                                      |
| Hera           | Juno           | Diosa de la familia, la fertilidad y reina de los cielos.                           |
| Zeus           | Júpiter        | Dios del rayo, dios de todos los dioses, rey de los cielos.                         |
| Efialtes y Oto | Efialtes y Oto | Gigantes creados para destruir a Dioniso                                            |